# Knud Kirkeløkke
Knud Nielsen Kirkeløkke (Hellerup, 1892. november 10. – 1976. február 7.) olimpiai ezüstérmes dán tornász.
Az 1920. évi nyári olimpiai játékokon indult tornában és a svéd rendszerű csapat összetettben ezüstérmes lett.
Klubcsapata a DDS&G's Hold volt.